# Ламберг, Иоганн Филипп фон
Иоганн Филипп фон Ламберг (нем. Johann Philipp von Lamberg; 25 мая 1652, Вена, Эрцгерцогство Австрия, Священная Римская империя — 21 октября 1712, имперский город Регенсбург, Священная Римская империя) — австрийский и немецкий кардинал, доктор обоих прав. Дядя кардинала Йозеф Доминикус фор Ламберг. Князь-епископ Пассау с 11 января 1690 года по 21 октября 1712 года. Кардинал-священник с 21 июня 1700 года, с титулом церкви Сан-Сильвестро-ин-Капите с 3 января 1701 года по 21 октября 1712 года. 